# Hôtel de Feuquières
L'hôtel de Feuquières est un hôtel particulier du XVIIIe siècle, à Paris.

## Localisation
Il est situé au no 62 de la rue de Varenne, dans le 7e arrondissement de Paris.

## Historique
Propriété de la famille de Robert Zellinger de Balkany, l'hôtel de Feuquières est un hôtel particulier construit en 1738 par l'architecte Pierre Boscry pour la marquise de Feuquières.